# Strategia bezpieczeństwa Republiki Austrii (2013)
Strategia bezpieczeństwa Republiki Austrii (2013) (Austriacka strategia bezpieczeństwa – Bezpieczeństwo w nowej dekadzie – Kształtowanie bezpieczeństwa) – dokument dotyczący bezpieczeństwa wewnętrznego i zewnętrznego Republiki Austrii, uchwalony przez parlament tego państwa w lipcu 2013 roku.

## Budowa i założenia dokumentu
Strategia bezpieczeństwa Republiki Austrii z 2013 r. składa się z czternastu stron podzielonych na trzy rozdziały: Polityka bezpieczeństwa w XXI wieku (Sicherheitspolitik im 21. Jahrhundert), Środowisko bezpieczeństwa Austrii (Die österreichische Sicherheitslage), Koncepcja bezpieczeństwa Austrii w nowej dekadzie (Das österreichische Sicherheitskonzept in der neuen Dekade). Pierwszy z rozdziałów podejmuje potencjalne obszary, w których mogą pojawiać się zagrożenia dla bezpieczeństwa państwa - strategia wymieniła obszary takie jak: polityczny, ekonomiczny, militarny, technologiczny czy kulturalny. Za podstawę bezpieczeństwa narodowego strategia uznała bliską współpracę państwa w strukturach Unii Europejskiej, a także ONZ, OBWE czy w Radzie Europy - dokument ten potwierdził zatem aktywny udział państwa austriackiego na arenie międzynarodowej.
Drugi rozdział strategii traktował o bezpieczeństwie wewnętrznym i zewnętrznym państwa. Dokument zwrócił uwagę na zagrożenia takie jak: terroryzm międzynarodowy, proliferacja broni masowego rażenia, katastrofy naturalne i te powodowane przez człowieka, zmiany klimatyczne, cyberprzestępczość, kryzysy gospodarcze, niedobór zasobów naturalnych, przestępczość zorganizowana czy szanse na pojawienie się pandemii. Również i w rozdziale drugim strategia uwypukla rolę Unii Europejskiej w zwalczaniu ww. zagrożeń. Strategia wyraziła również gotowość współpracy z Organizacją Traktatu Północnoatlantyckiego. Strategia zaznaczyła również, że Austria jest państwem neutralnym i demokratycznym oraz uczestnikiem wielu organizacji międzynarodowych (w tym organizacji dotyczących bezpieczeństwa). Strategia bezpieczeństwa Republiki Austrii z 2013 r. zaznaczyła rolę imigrantów w uzupełnianiu kapitału społecznego i poprawy bezpieczeństwa państwa austriackiego.
Rozdział trzeci strategii podjął ogólny zarys bezpieczeństwa kraju. Trzeci rozdział określił cele i interesy strategiczne, do których dąży Austria. Wśród nich dokument wymienia m.in.:

- zabezpieczenie pokoju społecznego i wolności obywatelskich gwarantujących spójność narodu austriackiego
- zapewnienie ochrony ludności Republiki Austrii oraz wolności obywatelskich i integralności terytorialnej kraju
- wzmacnianie wartości demokratycznych i ograniczanie ekstremizmów (fundamentalizmów)
- ochrona porządku konstytucyjnego i demokracji
- zapewnienie dostępu do strategicznych zasobów naturalnych oraz innych surowców przy wzmocnieniu ochrony środowiska naturalnego
- zwalczanie terroryzmu międzynarodowego i przestępczości zorganizowanej
- utrzymywanie sprawnej gospodarki państwa i przeciwdziałanie kryzysom ekonomicznym

Strategia zobowiązała również państwo do aktywnej współpracy we Wspólnej Polityce Zagranicznej i Bezpieczeństwa UE, Europejskiej Służby Działań Zewnętrznych czy współpracy z policjami (oraz służbami obronnymi) innych państw. Dokument ten odwołał się również do poszanowania praw człowieka oraz podstawowych swobód i wolności obywatelskich, tolerancji kulturowej i religijnej, wolności gospodarczej i sprawiedliwości społecznej.
Znaczenie elementów militarnych w systemie bezpieczeństwa Austrii stanowi również ważną pozycję, jednak nacisk na siły zbrojne został w strategii słabiej zaakcentowany niż w strategiach bezpieczeństwa innych państw Europy. W stosunkach międzynarodowych strategia bezpieczeństwa Republiki Austrii z 2013 r. silnie podkreśliła współpracę z ONZ, Unią Europejską i programem Partnerstwa dla Pokoju.